# El Congreso
El Congreso är en ort i Mexiko.   Den ligger i kommunen Tonalá och delstaten Chiapas, i den sydöstra delen av landet, 700 km sydost om huvudstaden Mexico City. El Congreso ligger 22 meter över havet och antalet invånare är 616.
Terrängen runt El Congreso är platt åt sydväst, men åt nordost är den kuperad. Runt El Congreso är det ganska glesbefolkat, med 50 invånare per kvadratkilometer. Närmaste större samhälle är Tonalá, 5,7 km nordost om El Congreso. Omgivningarna runt El Congreso är en mosaik av jordbruksmark och naturlig växtlighet.